# Ommata aurata
Ommata aurata är en skalbaggsart som beskrevs av Bates 1870. Ommata aurata ingår i släktet Ommata och familjen långhorningar. Inga underarter finns listade i Catalogue of Life.